# Poule de Twente
La " poule de Twente" ou Kraienkopp en allemand et Twents Hoen en Néerlandais est une race
de poule domestique.

## Description
C'est une volaille de type combattant, vive, bonne pondeuse et bonne couveuse.

### Origine
D'origine Frontalière à l'Allemagne et aux Pays-Bas, créée dans la région de Enschede, puis Bentheim.
Issue de souches locales croisées avec la Leghorn argentée saumonée et le combattant malais.
Présentée pour la première fois aux Pays-Bas en 1920, puis en Allemagne en 1925.

### Standard officiel
- Crête : à pois
- Oreillons : rouges
- Couleur des yeux : rouge-orangé
- Couleur de la peau : jaune
- Couleur des Tarses : jaunes
- Variétés de plumage : Saumon argenté, saumon doré, saumon bleu doré, saumon blanc doré, saumon doré clair, saumon bleu argenté, saumon coucou argenté, saumon coucou doré

Grande race :
- Masse idéale : Coq : 3 kg ; Poule : 2,5 kg
- Œufs à couver : min. grammes, coquille blanche à jaunâtre
- Diamètre des bagues : Coq : mm ; Poule : mmPoule Poule de Twente saumon argenté grande race

Naine :

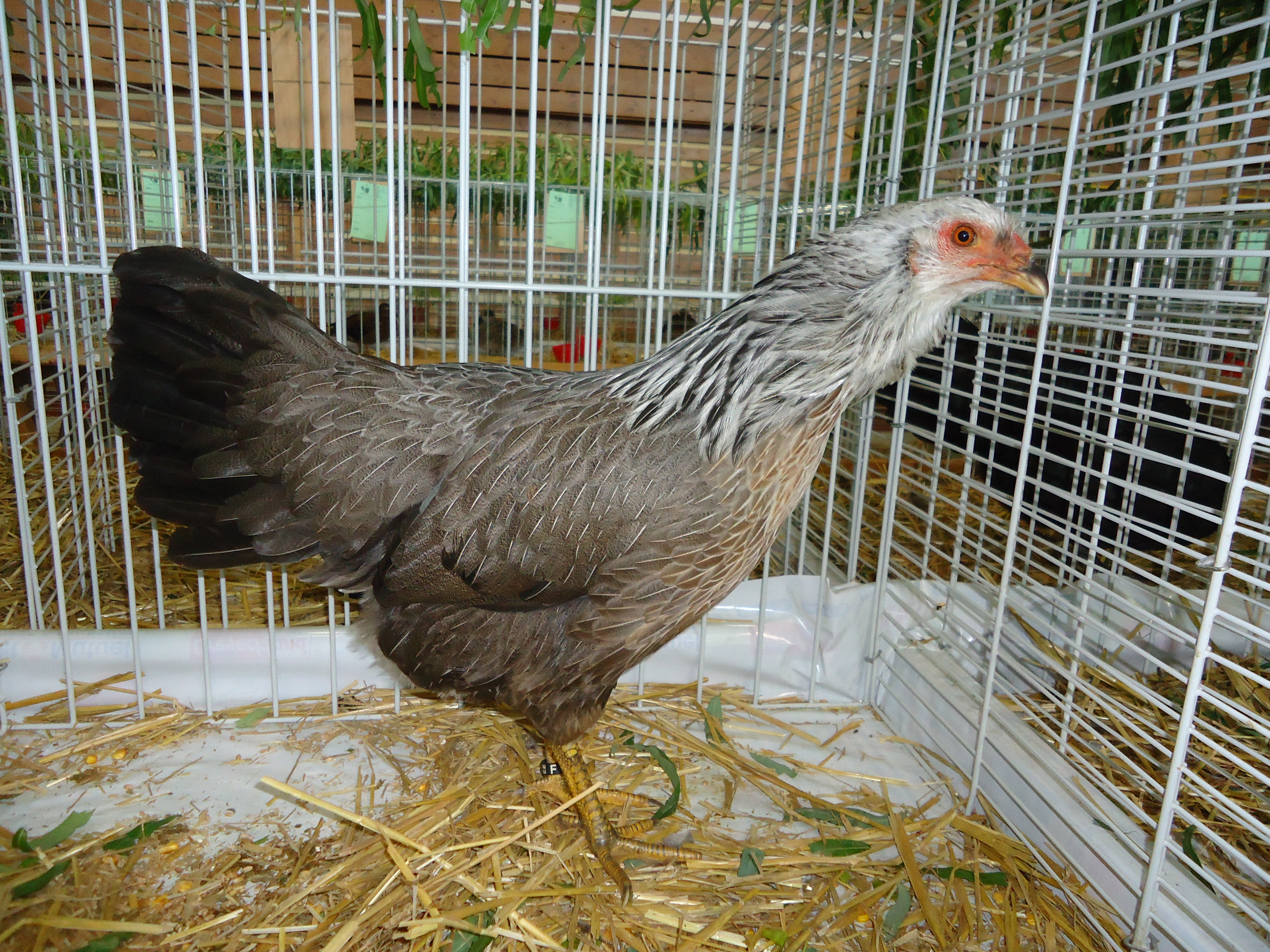
Poule Poule de Twente saumon argenté grande race

- Masse idéale : Coq : 800 g ; Poule : 700 g
- Œufs à couver : min. 35 grammes, coquille blanche à jaunâtre
- Diamètre des bagues : Coq : mm ; Poule : mm

## Articles connexes

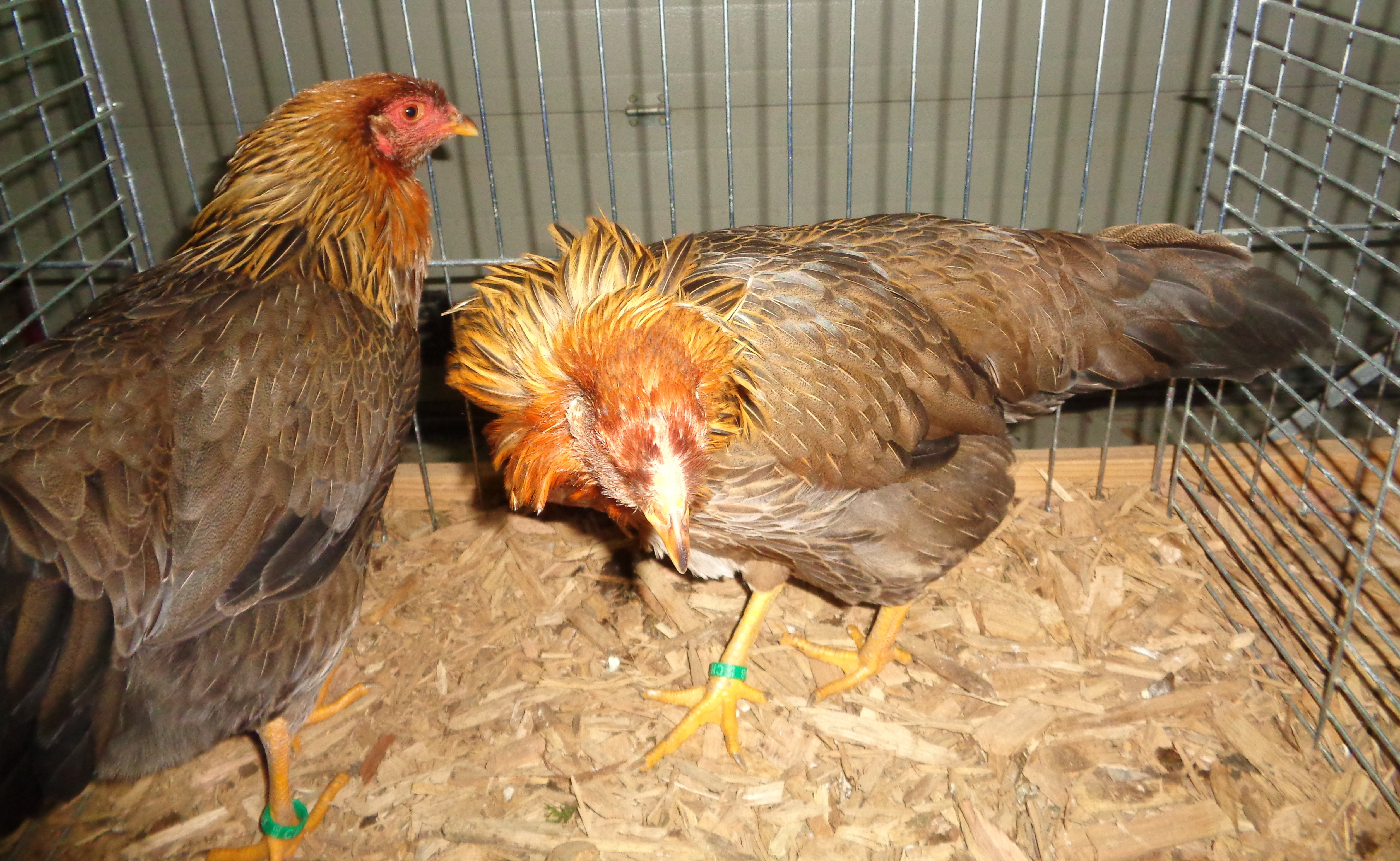
Poules Poule de Twente naines saumon doré

## Sources
- Le Standard officiel des volailles (Poules, oies, dindons, canards et pintades), édité par la SCAF'.

## Liens externes

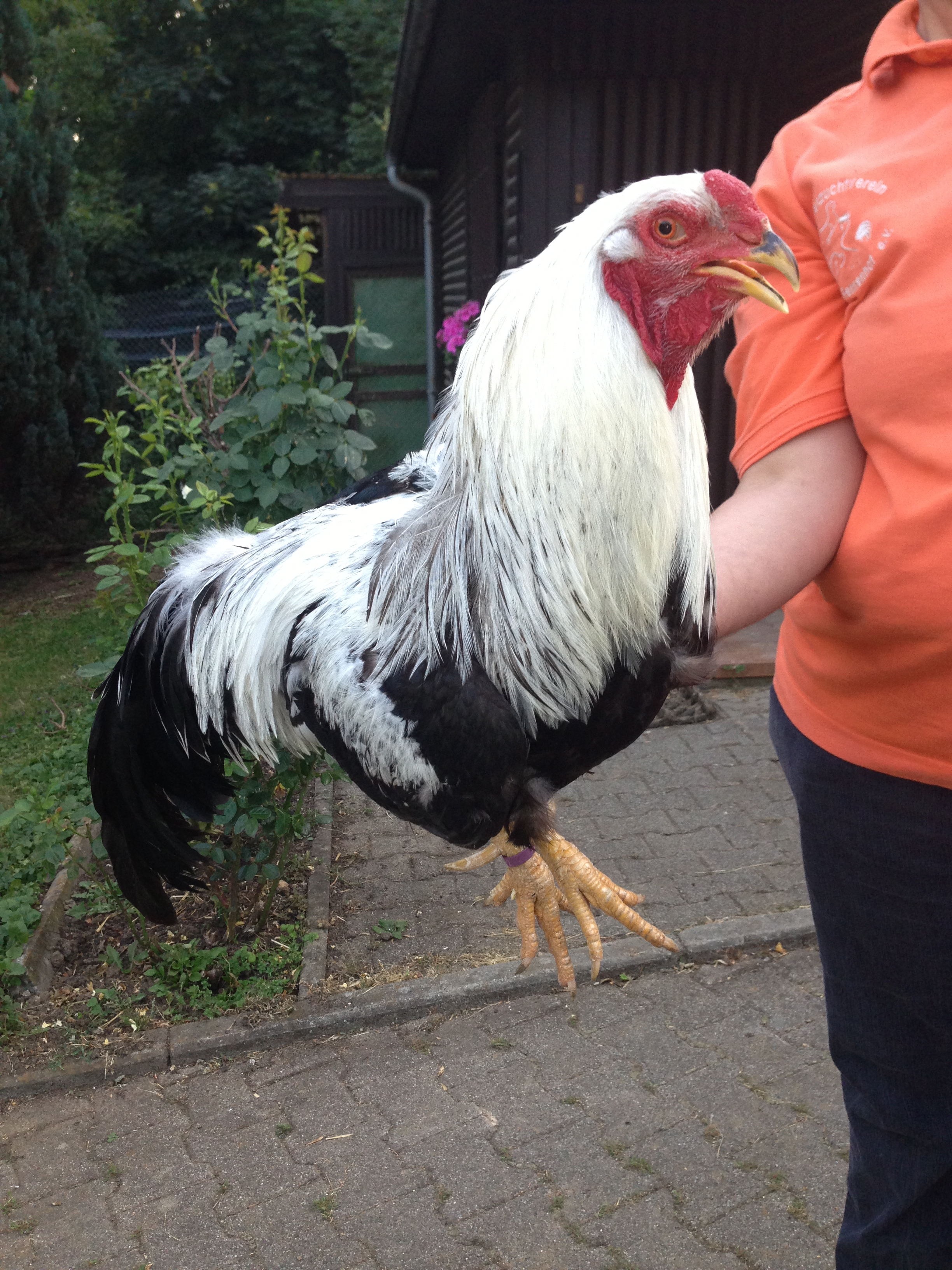